# Міномоні (містечко, Вісконсин)
Міномоні (англ. Menomonie) — місто (англ. town) в США, в окрузі Данн штату Вісконсин. Населення — 3415 осіб (2020).

## Демографія
Згідно з переписом 2010 року, у місті мешкало 3366 осіб у 1261 домогосподарстві у складі 984 родин. Було 1346 помешкань
Расовий склад населення:
| - 92,3 % — білих - 5,8 % — азіатів - 0,6 % — чорних або афроамериканців - 0,2 % — корінних американців |

До двох чи більше рас належало 0,9 %. Частка іспаномовних становила 0,7 % від усіх жителів.
За віковим діапазоном населення розподілялося таким чином: 25,8 % — особи молодші 18 років, 61,7 % — особи у віці 18—64 років, 12,5 % — особи у віці 65 років та старші. Медіана віку мешканця становила 40,9 року. На 100 осіб жіночої статі у місті припадало 102,6 чоловіків;  на 100 жінок у віці від 18 років та старших — 104,1 чоловіків також старших 18 років.
Середній дохід на одне домашнє господарство  становив 69 442 долари США (медіана — 54 902), а середній дохід на одну сім'ю — 77 261 долар (медіана — 63 587). Медіана доходів становила 45 539 доларів для чоловіків та 36 008 доларів для жінок. За межею бідності перебувало 1,6 % осіб, у тому числі 0,0 % дітей у віці до 18 років та 4,8 % осіб у віці 65 років та старших.
Цивільне працевлаштоване населення становило 1730 осіб. Основні галузі зайнятості: освіта, охорона здоров'я та соціальна допомога — 19,1 %, виробництво — 18,1 %, науковці, спеціалісти, менеджери — 11,8 %, сільське господарство, лісництво, риболовля — 10,6 %.